# 太初 (西秦)
太初（388年六月—400年七月）是十六國時期西秦政權，西秦高祖武元王乞伏歸的年號，共計12年餘。

## 纪年
| 太初 | 元年   | 二年   | 三年   | 四年  | 五年  | 六年  | 七年  | 八年  | 九年  | 十年  |
| ---- | ------ | ------ | ------ | ----- | ----- | ----- | ----- | ----- | ----- | ----- |
| 公元 | 388年  | 389年  | 390年  | 391年 | 392年 | 393年 | 394年 | 395年 | 396年 | 397年 |
| 干支 | 戊子   | 己丑   | 庚寅   | 辛卯  | 壬辰  | 癸巳  | 甲午  | 乙未  | 丙申  | 丁酉  |
| 太初 | 十一年 | 十二年 | 十三年 |       |       |       |       |       |       |       |
| 公元 | 398年  | 399年  | 400年  |       |       |       |       |       |       |       |
| 干支 | 戊戌   | 己亥   | 庚子   |       |       |       |       |       |       |       |

## 参看
- 中国年号索引
  - 其他时期使用的太初年号
- 同期存在的其他政权年号
  - 太元（376年正月-396年十二月）：東晉皇帝晋孝武帝司马曜的年号
  - 隆安（397年正月-401年十二月）：東晉皇帝晋安帝司马德宗的年号
  - 太初（386年十一月-394年六月）：前秦政权苻登年号
  - 元光（393年六月-394年七月）：窦冲自立年号
  - 延初（394年七月-394年十月）：前秦政权苻崇年号
  - 建初（386年四月-394年四月）：后秦政权姚苌年号
  - 皇初（394年五月-399年九月）：后秦政权姚兴年号
  - 弘始（399年九月-416年正月）：后秦政权姚兴年号
  - 建兴（386年二月-396年四月）：后燕政权慕容垂年号
  - 永康（396年四月-398年四月）：后燕政权慕容宝年号
  - 建始（397年五月-七月）：后燕政权慕容详年号
  - 延平（397年七月-十月）：后燕政权慕容麟年号
  - 青龙（398年四月-七月）：后燕政权兰汗年号
  - 建平（398年十月-十二月）：后燕政权慕容盛年号
  - 长乐（399年正月-401年七月）：后燕政权慕容盛年号
  - 中兴（386年十月-394年八月）：西燕政权慕容永年号
  - 建平（400年-405年十一月）：南燕政权慕容德年号
  - 建光（388年二月-391年十月）：翟魏政权翟辽年号
  - 定鼎（391年十月-392年六月）：翟魏政权翟钊年号
  - 太安（386年十月-389年正月）：后凉政权吕光年号
  - 麟嘉（389年二月-396年六月）：后凉政权吕光年号
  - 龙飞（396年六月-399年十二月）：后凉政权吕光和吕绍年号
  - 庚子（400年十一月-404年十二月）：西凉政权李暠年号
  - 太初（397年正月-399年十二月）：南凉政权秃发乌孤年号
  - 建和（400年正月-402年三月）：南凉政权秃发利鹿孤年号
  - 神玺（397年五月-399年正月）：北凉政权段业年号
  - 天玺（399年二月-401年五月）：北凉政权段业年号
  - 登国（386年正月-396年六月）：北魏政权拓跋珪年号
  - 皇始（396年七月-398年）：北魏政权拓跋珪年号
  - 天兴（398年十二月-404年十月）：北魏政权拓跋珪年号